# Дистль, Ласло
Ла́сло Ди́стль (венг. Disztl László; род. 4 июня 1962, Байя) — венгерский футболист и футбольный тренер, играл на позиции защитника, участник чемпионата мира 1986 года. Младший брат вратаря Петера Дистля.

## Биография

### Клубная карьера
Дистль начал профессиональную карьеру в клубе «Видеотон», в котором отыграл семь сезонов. В составе «Видеотона» он сыграл 189 матчей и забил 4 мяча. В 1985 году, в составе «Видеотона» дошёл до финала Кубка УЕФА, в котором венгерский клуб по сумме двух матчей проиграл мадридскому «Реалу».
В 1987 году Дистль стал игроком «Гонведа», в составе которого выиграл два чемпионских титула и Кубок Венгрии 1989 года. По окончании сезона перешёл в «Брюгге», в котором отыграл пять сезонов, выиграв ряд национальных титулов. Завершил карьеру в клубе «Видеотон» в возрасте 33 лет после тяжелой травмы.

### Карьера в сборной
Дистль вошёл в состав сборной Венгрии для участия в чемпионате мира 1986 года, но на турнире не сыграл ни минуты. Всего за сборную Венгрии сыграл 28 матчей и забил 1 гол.

### Тренерская карьера
Дистль работал главным тренером нескольких клубов, среди которых были «Видеотон», «Залаэгерсег» и «Шиофок».

## Достижения
«Гонвед»
- Чемпион Венгрии (2) : 1987/88, 1988/89
- Обладатель Кубка Венгрии (1) : 1988/89

 «Брюгге»
- Чемпион Бельгии (2) : 1989/90, 1991/92
- Обладатель Кубка Бельгии (1) : 1990/91
- Обладатель Суперкубка Бельгии (4) : 1990, 1991, 1992, 1994